# Ciego (anatomía)

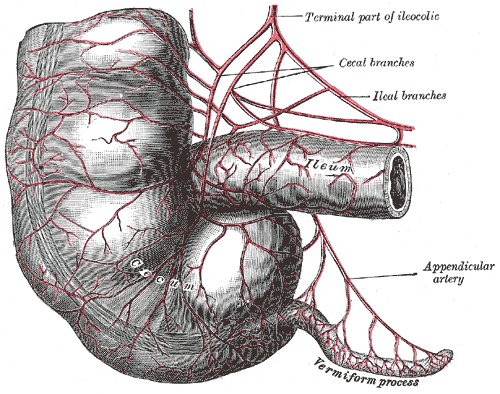
Cecum= Ciego. Irrigación.

El ciego es la primera porción del intestino grueso. casi siempre intraperitoneal. 
Recibe el quimo (alimento parcialmente digerido y en estado acuoso) proveniente del intestino delgado. Posee abundante Microbiota intestinal que facilita la degradación de moléculas complejas como celulosa.

La patología propia del ciego es inflamatoria y se denomina tiflitis. La localización del apéndice en la cara lateral del ciego, lo asocia habitualmente a la apendicitis. 

## Anatomía

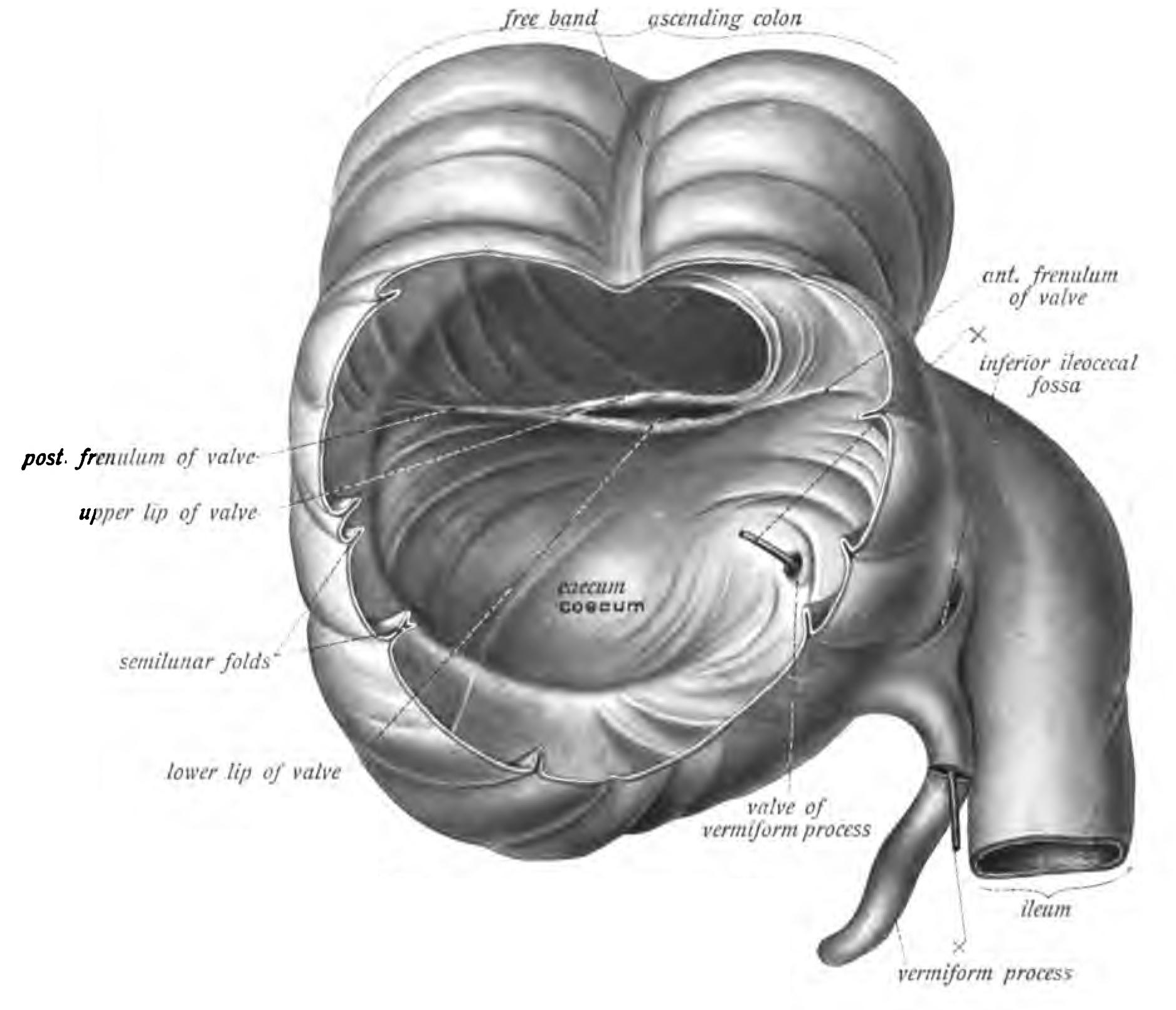
Ciego, visión del lumen, estructura interna.

Su denominación proviene del latín caecus: ciego, intestinum caecum. 
El ciego es la porción de colon de mayor calibre, mide 6 centímetros (cm) de longitud y 7,5-8 cm de ancho. Está ubicado en la fosa ilíaca derecha y se continúa por arriba (en su extremo cefálico), con el colon ascendente.
La válvula ileocecal está en el sitio por el que el íleon terminal va a desembocar en el ciego. Esta desembocadura se realiza por medio de una abertura longitudinal rodeada de músculo circular; el músculo longitudinal se continúa directamente con el ciego. La función valvular posiblemente sea retrasar el progreso del contenido intestinal hacia el colon ascendente.
El ciego en su continuación a colon ascendente pasa de intraperitoneal a retroperitoneal. Por ello se forman unos recesos en el arranque del mesoapéndice y unión ileocecal.
Apéndice
El Apéndice vermiforme se ubica en la cara posteromedial del ciego, en la unión de las tres tenias del colon, aproximadamente 2-3 centímetros por debajo de la válvula íleo-cecal.

## Función
El ciego realiza diferentes funciones y aportes al proceso de digestión, ya que posee un  ecosistema bacteriano complejo (Microbiota intestinal), que se adapta y convive en una relación simbiótica.

El ciego alberga procesos de fermentación, y sus poblaciones bacterianas están en continuo crecimiento.

Los microbios contribuyen a la reducción de algunas sustancias de difícil digestión y absorción, como la celulosa. La celulosa es un material vegetal relativamente difícil de descomponer y reducir, por lo que el ciego es la única estructura que puede llevar a cabo esta reducción.
El ciego tiene la capacidad de recibir alimento no digerido y en estado acuoso proveniente del intestino delgado, y absorber electrolitos, principalmente sodio y potasio.

## Patología
Colitis ulcerosa
La CU está confinada al colon y la inflamación afecta solamente a la mucosa. Puede involucrar el ciego (la porción más proximal) del intestino grueso de manera continua.
Enfermedad de Crohn
La afectación más frecuente es del ciego, en la denominada como afectación ileocecal; fundamentalmente inflamatoria, después de varios años suele evolucionar a la estenosis u obstrucción y luego a penetrante o fistulizante.
Apendicitis
Es la causa más frecuente de dolor abdominal agudo, y de cirugía abdominal de urgencia en el mundo. La incidencia máxima de la apendicitis aguda se presenta en las personas entre 20 y 30 años.